# Enzo Mattioda
Enzo Mattioda (Boeurs-en-Othe, 22 de agosto de 1946) fue un ciclista francés que fue profesional entre 1971 y 1977. Durante su carrera profesional consiguió 5 victorias, destacando la Burdeos-París de 1973.

## Palmarés
- 1970
  - 1.º en la París-Roubaix sub-23
- 1973
  - 1.º en Ambert
  - 1.º en Sillas-sur-Cher
  - 1.º en la Burdeos-París
- 1974
  - 1.º en Garancières-en-Beauce
- 1975
  - Campeón de Francia en pista de medio fondo